# خبرگزاری بوسنی و هرزگوین
خبرگزاری FENA (انگلیسی: Federal News Agency) (مخفف انگلیسی: FENA)، خبرگزاری دولتی بوسنی و هرزگوین است.
این خبرگزاری در سال ۲۰۰۰ تاسیس شده و روزانه حدود ۲۵۰ محصول خبری منتشر می کند. 
خبرگزاری بوسنی و هرزگوین، عضو اتحادیه خبرگزاری های کشورهای اروپایی (EANA) و همچنین عضو اتحادیه خبرگزاری های بالکان (ABNA) است.